# Charles W. Tobey
Charles W. Tobey (Roxbury, 1880. július 22. – Bethesda, 1953. július 24.) az Amerikai Egyesült Államok szenátora (New Hampshire, 1939–1953).